# Petite Rivière à Goyave
Ne doit pas être confondu avec Grande Rivière à Goyaves.
La Petite Rivière à Goyave est un cours d'eau de Basse-Terre en Guadeloupe prenant sa source dans le parc national de la Guadeloupe et se jetant dans la mer des Caraïbes.

## Géographie
Longue de 14,9 km, la Petite Rivière à Goyave prend sa source à environ 450 m d'altitude dans la forêt de Sainte-Marie, sur les flancs nord-est de la crète du Morne Gourbeyre, sur le territoire de la commune de Goyave où elle s'écoule tout au long de son cours. Elle est constituée par les eaux de deux bras distincts descendant des ravines, puis alimentée par la rivière Lenglet, les différents bras de la rivière du Fort et enfin de son principal affluent la rivière moreau pour se jeter dans la mer des Caraïbes, entre le bourg de Goyave et le lieu-dit de Sainte-Claire, dans une zone de mangrove au niveau de la pointe de la rivière à Goyave.

## En littérature
Les hauteurs de la Petite Rivière à Goyave sont le lieu littéraire de marronnage de Solitude (et de sa troupe de fuyards), une esclave — ayant réellement existé et combattu auprès de Louis Delgrès en 1802 contre les troupes expéditionnaires consulaires du général Richepanse — qui a fui sa condition à la fin du XVIIIe siècle et s'est réfugiée sur ce site dans le roman d'André Schwarz-Bart, La Mulâtresse Solitude (1972).